# پینچیمورو
پینچیمورو (به اسپانیایی: Pinchimuru) یک کوه در پرو است که در Peru, Cusco Region, Quispicanchi Province واقع شده‌است. پینچیمورو ۴٬۰۹۸ متر بالاتر از سطح دریا واقع شده‌است.